# Хонг, Джоселин
Джоселин Хонг (англ. Jocelyn Hong; род. 24 января 2005, Окленд) — новозеландская фигуристка, выступающая в одиночном катании. Двукратная чемпионка Новой Зеландии (2020, 2023), участница чемпионата четырёх континентов (2022, 2023).

## Карьера

### Ранний период
Джоселин Хонг родилась 24 января 2005 года в городе Окленд, Новая Зеландия. Начала заниматься фигурным катанием в возрасте шести лет. Первые годы карьеры провела под руководством тренера Бесс Цао. Позже переехала в Соединённые Штаты, где живёт и тренируется. В свободное от катания время предпочитает гольф, шахматы, а также играет на скрипке.
В октябре 2016 года в Крайстчерче проходил ежегодный чемпионат Новой Зеландии. Хонг приняла участие в турнире одиночниц пред-юниорской возрастной группы (англ. Novice). Заняла первую строчку в обоих прокатах, при этом в произвольной программе стала единственной из пяти участниц, кто попытался выполнить прыжок в три оборота. Одержав общую победу, Хонг завоевала первый титул на национальном уровне.
На следующем чемпионате соревновалась в юниорской категории. После исполнения короткой программы она захватила лидерство с отрывом 0,10 балла. В произвольной заявила самый сложный технический контент, но при выполнении допустила ряд ошибок. Тогда как, конкурентка Никола Корк откатала менее сложную программу, но сделала это чисто. В итоговом протоколе Хонг опустилась на вторую позицию и стала серебряным призёром первенства страны среди юниоров.

### Выход на международный уровень

#### 2018/2019
В сезоне 2018–2019 годов дебютировала на международных турнирах. Учитывая результаты национального первенства, Федерация фигурного катания Новой Зеландии (англ. New Zealand Ice Figure Skating Association) дала возможность для Корк и Хонг выступить на одном из этапов серии юниорского Гран-при. Так, Джоселин получила распределение на турнир в Австрии, а Корк отправилась в Канаду. 31 августа 2018 года в австрийском Линце Хонг вышла на лёд с короткой программой и расположилась на восемнадцатом месте. По итогам двух прокатов, ей удалось сохранить эту позицию. После чего участвовала во внутреннем первенстве, как и год назад, среди юниоров и одержала уверенную победу с преимуществом 25,56 баллов. Через месяц новоиспечённый триумфатор новозеландского юниорского чемпионата представила постановки на турнире в Словении. По результатам двух выступлений финишировала рядом с пьедесталом.
Во второй половине сезона посетила Европу ещё несколько раз. Сперва на состязании Torun Cup 2019 показала шестой результат. Февраль 2019 года ознаменовался первой международной победой, достигнутой на Играх в Рейкьявике. Хонг в рамках женского юниорского турнира, на старт которого вышли десять участниц, получила от судейской бригады наивысшие баллы в короткой и произвольной программах. Завершила сезон на чемпионате мира среди юниоров. В начале короткого проката Хонг исполнила каскад тройной лутц – двойной тулуп, на следующем прыжке (тройной флип) допустила ошибку и элемент был «обнулён», оставшуюся часть программы выполнила успешно. Так, все три вращения были оценены судьями на максимальный уровень сложности. Но из-за ошибки на флипе она не смогла побороться за попадание в финальный сегмент.

#### 2019/2020
Старт нового сезона провела на турнире Гран-при в Риге. Первый соревновательный день новозеландка закончила в середине турнирной таблицы. В произвольной программе она совершила ошибки на каждом прыжковом элементе, заняла в произвольном прокате тридцатое место (из тридцати шести). Что привело к провалу и в общем зачёте, с шестнадцатой строчки Хонг переместилась на двадцать пятую. После столь неудачного выступления, ей удалось реабилитироваться на внутреннем чемпионате. Джоселин впервые соревновалась среди взрослых и с первой попытки завоевала золотую награду. Таким образом, она стала победительницей новозеландского чемпионата в пред-юниорской, юниорской и взрослой категориях.
Перед досрочным окончанием соревновательного сезона, поскольку спортивные мероприятия были отменены из-за пандемии коронавируса, Хонг успела выступить на первенстве мира среди юниоров.

## Результаты
CS: Challenger Series
| Соревнования                  | 16/17         | 17/18         | 18/19         | 19/20         | 20/21         | 21/22         | 22/23         |
| Международные                 | Международные | Международные | Международные | Международные | Международные | Международные | Международные |
| ----------------------------- | ------------- | ------------- | ------------- | ------------- | ------------- | ------------- | ------------- |
| Четыре континента             |               |               |               |               |               | 14            | 12            |
| CS U.S. International Classic |               |               |               |               |               |               | 6             |
| CS Nebelhorn Trophy           |               |               |               |               |               | 15            |               |
| Tallinn Trophy                |               |               |               |               |               |               | 10            |
| Bellu Memorial                |               |               |               |               |               |               | 4             |
| Cranberry Cup                 |               |               |               |               |               | 17            | 5             |
| Challenge Cup                 |               |               |               |               |               | 11            |               |
| Coupe du Printemps            |               |               |               |               |               | 3             |               |
| Международные среди юниоров   |               |               |               |               |               |               |               |
| Чемпионат мира                |               |               | 32            | 45            |               |               |               |
| Гран-при Латвия               |               |               |               | 25            |               |               |               |
| Гран-при Австрии              |               |               | 18            |               |               |               |               |
| Skate Helena                  |               |               |               | 6             |               |               |               |
| Torun Cup                     |               |               | 6             |               |               |               |               |
| Skate Celje                   |               |               | 4             |               |               |               |               |
| Reykjavik IG                  |               |               | 1             |               |               |               |               |
| Национальные                  |               |               |               |               |               |               |               |
| Чемпионат Новой Зеландии      | 1N.           | 2J.           | 1J.           | 1             |               |               | 1             |